# Wojciech Zajkowski
Wojciech Zajkowski (ur. 2 lipca 1979) – polski judoka.
Były zawodnik klubów: KS AZS-AWF Warszawa (1994-2002), WOSW KS Warszawa (2001-2003). Złoty medalista mistrzostw Polski OPEN seniorów 1999 w kat do 75 kg oraz brązowy medalista mistrzostw Polski seniorów 1999 w kat do 73 kg. Uczestnik Mistrzostw Europy juniorów 1998.
Syn Antoniego Zajkowskiego, brat Adama Zajkowskiego.